# Třída Castor
Třída Castor je třída hlídkových lodí belgického námořnictva. Hlavním úkolem plavidel je hlídkování ve 200mílové výlučné ekonomické zóně země, kontrola rybolovu, znečištění a mise SAR. Celkem byly objednány tři jednotky této třídy. První dvě byly do služby zařazeny v letech 2014–2015. Stavba třetí začala roku 2025.

## Stavba
V lednu 2012 belgický ministr obrany Pieter De Crem představil budoucí plány pro námořnictvo. V těchto plánech byl pro dvě hlídkové lodě vyhrazen rozpočet 34 milionů EUR. Tyto plány byly schváleny belgickou vládou v květnu téhož roku. Damen Group i Socarenam odpověděly na výzvu k podání nabídky. Damen navrhl variantu jejich plavidla Stan Patrol, které již používala řada námořnictev. V prosinci 2012 však byla v Socarenamu zadána objednávka na dvě lodě za mnohem nižší cenu (26,6 milionu EUR), než byl původní rozpočet. Stavba první lodi začala v červnu 2013 v Boulogne-sur-Mer.
Castor byl námořnictvu dodán v roce 2014. V roce 2015 ho následoval Pollux.
V březnu 2023 vyšlo najevo, že belgické námořnictvo zvažuje získání třetí hlídkové lodi, která by mohla být třetí lodí třídy Castor. Rozhodnutí se očekávalo v létě 2023.
Kýl třetí jednotky Vega byl založen 26. března 2025. Dokončení plavidla je plánováno na rok 2027.
Jednotky třídy Castor:
| Jméno         | Spuštěna          | Vstup do služby   | Status    |
| ------------- | ----------------- | ----------------- | --------- |
| Castor (P901) | 14. dubna 2014    | 10. července 2014 | aktivní   |
| Pollux (P902) | 22. prosince 2014 | 6. května 2015    | aktivní   |
| Vega          |                   |                   | ve stavbě |

## Konstrukce

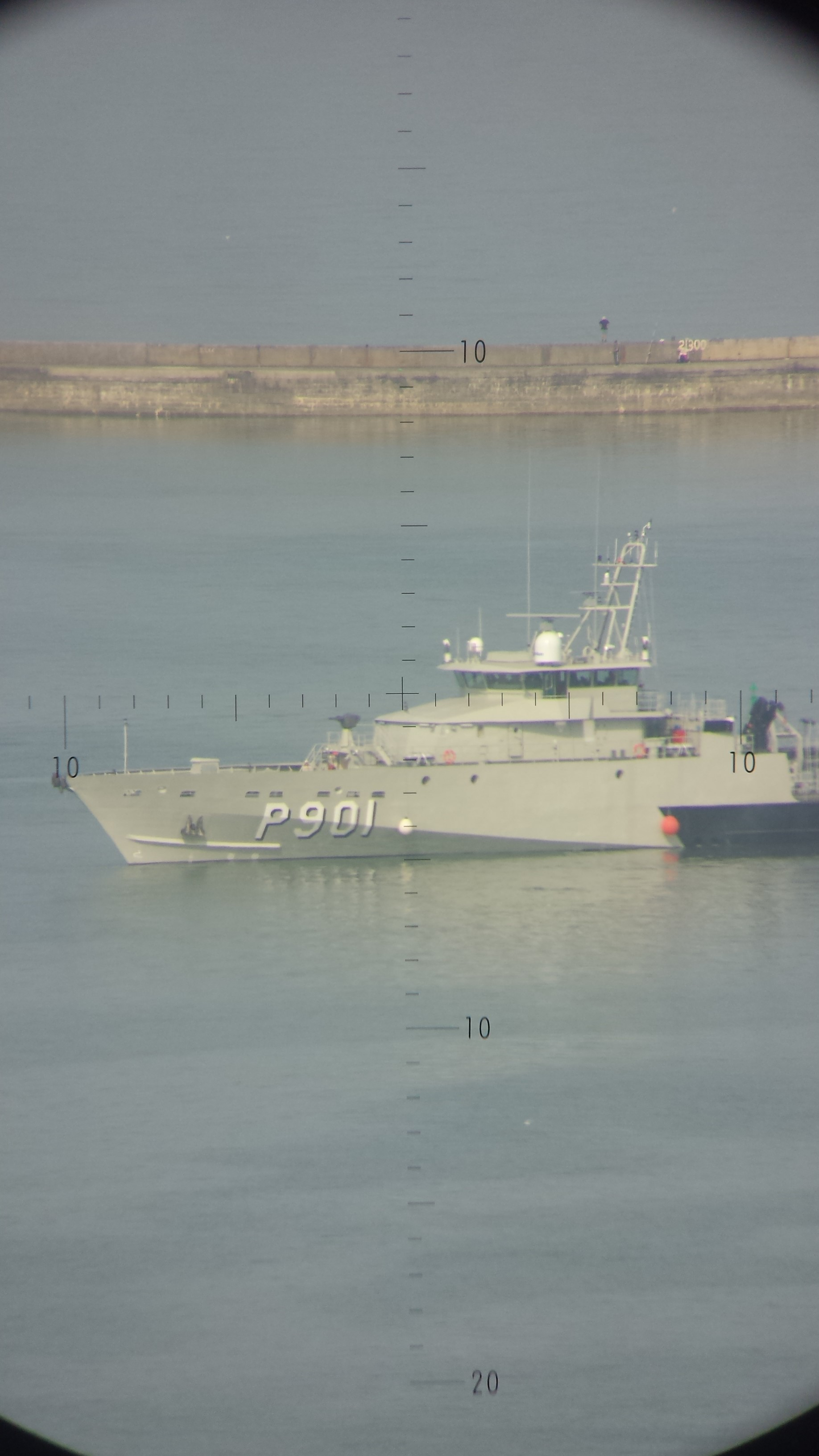
Castor (P901)

Plavidla mají ocelový trup a nástavby z hliníkových slitin. Jsou vybavena kajutami pro 15 členů posádky a 18 dalších osob. Elektroniku tvoří komunikační systém SATCOM, elektro-optický senzor OIP Micro Orbis a dvojice přehledových a navigačních radarů Kelvin Hughes SharpEye. Plavidla jsou vyzbrojena jedním 12,7mm kulometem v dálkově ovládané zbraňové stanici FN Herstal SeaDeFNder. Dále nesou úchyty pro dva další lehké kulomety a jedno vodní dělo. Na zádi se nacházejí dva inspekční čluny RHIB o délce 7,5 a 9 metrů a dále prostor pro kontejner se specializovaným vybavením. Manipulaci s ním provádí palubní jeřáb. Pohonný systém tvoří dva diesely MTU 16V 4000 M73L, každý o výkonu 3860 hp, pohánějící dva lodní šrouby. Manévrovací schopnosti zlepšují dva na přídi a jeden na zádi dokormidlovacích zařízení. Nejvyšší rychlost dosahuje 21 uzlů. Cestovní rychlost při plavbě na jeden diesel dosahuje 17,5 uzlů. Dosah je 4500 námořních mil při rychlosti 12 uzlů.